# Kreischerův dům
Kreischerův dům (anglicky: Kreischer House či Kreischer Mansion) je historický dům postavený ve stylu Stick v Charlestonu na Staten Islandu v New Yorku. Nechal jej postavit německý imigrant Balthasar Kreischer kolem roku 1885. Dochoval se jako jeden ze dvou zdrcadlově stejných domů, které Kreischer postavil pro své syny. Dochovalý dům patřil Edwardu Kreischerovi, zaniklý jeho bratru Charlesovi. V roce 1982 byl zapsán do Národního registru historických památek. 

## Historie
Kreischerův dům stojí na kopci na Staten Islanu v New Yorku. Nechal jej vystavět Balthasar Kreischer, německý imigrant, který v New Yorku zbohatl na výrobě ohnivzdorných cihel, po kterých byla velká poptávka po velkém požáru v roce 1836. Původně se zde nacházely dva zrcadlově stejné domy stojící proti sobě. Byly postaveny pro Balthasarovy syny Edwarda a Charlese, kterým po otcově smrti připadl rodinný podnik. Balthasar Kreischer odkázal své jmění rovným dílem mezi svých pět dětí, syn Charles však rychle získal větší podíl, odkoupením podílů svých dvou sester. Cihelna však zakrátko vyhořela a po neúspěšných pokusech o její obnovu, Edward Kreischer v roce 1894 spáchal sebevraždu střelou do spánku.
Cihelna byla prodána v roce 1899 a v roce 1906 byla nadobro uzavřena. Ve 30. letech 20. století, během velké hospodářské krize vyhořel dům Charlese Kreischera. Od smrti Edwarda Kreischera jeho dům získal reputaci strašidelného místa. Strašidelné historky o Kreischerově domě vydržely po celé 20. století. Vypráví se, že duch Edwardovy vdovy stále bloudí chodbami domu. Další příběh je o německém kuchaři, který měl být v domě zavražděn a jehož duch má chodit po domě a bouchat do kuchyňského náčiní.
V roce 1968 město New York zařadilo dům mezi své dominanty, nikoli kvůli strašidelné reputaci, ale pro jeho architektonické kvality. Do roku 1996 byla v domě provozována restaurace, která sloužila jako zástěrka pro mafii. V roce 1998 Kreischerův dům koupil Isaac Yomtovian. Krvavá historie domu však neskončila v 19. století. V roce 2005 zde skonal Robert McKelvey, kterého zavraždil tehdejší správce domu Joseph Young aka Joe Black spolu s členy mafiánské rodiny Bonnanů na příkaz Gina Galestra. McKelvey byl pobodán, a  poté co se neúspěšně pokusil o útěk, byl utopen v jezírku před domem. Pachatelé jeho tělo rozřezali ve sklepě a spálili v peci. Majitel domu, který o činu neměl tušení, nevědomě pokračoval v rekonstrukci, což zkomplikovalo vyšetřování. Když FBI začala prohledávat dům, pec byla již odstraněna. Joseph Young byl nakonec v roce 2008 odsouzen na doživotí a Galestro byl v roce 2009 odsouzen k 20 letům vězení. Podle původních plánů developera mělo na pozemcích vzniknout komunitní centrum pro seniory zvané „Kreischerville”, jehož centrem měl být Kreischerův dům. Z plánů však sešlo v roce 2012 a dům spolu s pozemky byl nabídnut k prodeji za 11,5 milionů dolarů.
V roce 2020 komise Landmarks Preservation Commission povolila projekt výstavby 48 nových bytových domů a 11 dalších budov. Od téhož roku je možné navštívit dům v rámci kulturních akcí jako jsou např. strašidelné prohlídky.

## V kultuře
- Dům posloužil jako natáčecí lokace pro seriál Mafie v Atlantic City.[10]
- V roce 2016 se zde natáčel díl televizní reality show Paranormal Lockdown.[11]